# スープレックス (お笑いコンビ)
スープレックスは、かつて太田プロダクションに所属していたお笑いコンビである。1994年4月結成、2000年5月解散。

## 概要
- 1994年4月にコンビ結成、主にコント、漫才を得意とし、数々のテレビ番組に出演して活躍し期待されたが、2000年5月にコンビ解散。
- 最初、『進め!電波少年』（日本テレビ）の企画『南北アメリカ大陸縦断ヒッチハイク』に挑戦するのはスープレックスが内定していたが、同番組のMCの松村邦洋が同番組サイドともめる騒動があって、松村と同じ太田プロ所属ということでこの話は無くなり、代わってこの企画にはドロンズが行くことになった[2]。

## メンバー
- 川島 省吾（かわしま しょうご、1977年2月2日 - ）血液型A型、千葉県出身、ボケ担当、趣味：ツーリング。現在はピン芸人「劇団ひとり」として活動。
- 秋永 和彦（あきなが かずひこ、1976年8月20日 - ）血液型B型、千葉県出身、ツッコミ担当、趣味：グルメ。劇団日本児童出身。現在は芸能活動を行っておらず、太田プロの公式プロフィールからも削除されているため事実上引退状態。

## 主なネタ
- キャラクター多彩の川島のボケに対して、けっこうキツめの秋永のツッコミはお笑いファンはもとより評論家にも高く評論された。
- イメージエステ
- 家庭教師
- 父親からのラブレター
- 「伊東家の食卓」に知恵を投稿する人

## 主な出演番組
- 大戦隊ゴーグルファイブ（テレビ朝日） - 秋永が子役時代に出演。
- 爆笑オンエアバトル（NHK）戦績4勝3敗 最高445KB
  - 川島はスープレックス解散後、「劇団ひとり」としても出場経験がある（戦績1勝1敗 最高401KB）。
- 天才たけしの元気が出るテレビ（日本テレビ）
- しんパラ THE NEXT GENERATION（日本テレビ）
- ジャムパラ（日本テレビ）
- スーパージョッキー（日本テレビ）
- お笑い向上委員会 笑わせろ!（テレビ朝日）
- ブレイクもの!（フジテレビ）
- 爆笑100連発! ネタにコントクイズでGO!（フジテレビ）
- 新橋ミュージックホール（読売テレビ）